# ديشون برنارد
ديشون جويل بيرنارد هو لاعب كرة قدم إنجليزي يلعب كمدافع لمانشستر يونايتد.